# エルハン・ラジャブリ
エルハン・ラジャブリ（Elkhan Rajabli　1980年3月27日 - ）は、アゼルバイジャンの柔道選手。階級は81kg級。

## 人物
2001年の世界選手権81kg級では銅メダルを獲得した。2003年の嘉納杯では3位に入った。2004年の世界軍人選手権大会では優勝するが、アテネオリンピックには出場できなかった。

## 主な戦績
- 1999年 - グルジア国際　優勝
- 2001年 - ブルガリア国際　優勝
- 2001年 - 世界選手権　3位
- 2001年 - 世界軍人選手権大会　2位
- 2002年 - ポーランド国際　優勝
- 2003年 - 嘉納杯　3位
- 2004年 - 世界軍人選手権大会　優勝
- 2006年 - 世界軍人選手権大会　3位
- 2009年 - ワールドカップ・バクー　優勝